# 牧岡奈美
牧岡奈美（まきおか なみ、1983年10月8日 - ）は、日本の民謡歌手、ポップス歌手。
奄美シマ唄の唄者で、ラジオパーソナリティや奄美観光大使も務める。奄美出身の女性コーラスユニットあゆたーりのメンバー。2児の母

## 概要
鹿児島県喜界島出身の奄美シマ唄の歌手（唄者）である。幼い頃からピアノを習っていたが、地元の八月踊りで唄者を務めていた祖母盛スミ子の唄に伴奏を付けるべく、小学3年生から地元の安田宝英（やすだたかひで）三味線教室に通い始め、才能を開花。奄美大島南部瀬戸内町に伝わるヒギャ唄の歌い方を習いながらも、独特のスタイルを身につけた。中学生からは鹿児島県民謡王座選手権に連続優勝するなどの実力を見せ、2001年にはシマ唄コンテストで最も栄誉ある奄美民謡大賞の大賞を受賞した。10代での大賞受賞は1995年の元ちとせ以来の快挙であった。
1997年喜界町立第一中学校2年在学中にJABARAレコードの『あさばな　奄美しまうた紀行』に唄者として参加、2001年には『うふくんでーた』でソロ・デビュー。本アルバムは正調の島唄を納めている。
2005年6月にリリースされたセカンド・アルバム『南柯 Nanka』では、敢えて三味線を全く使用しない洋楽器のみの伴奏でシマ唄を歌い、斬新さと表現力豊かなヴォーカルで高い評価を受けた。2007年のサードアルバム『ツツルシマ』でも洋楽器の伴奏で歌っている。譜面もほとんどなしという即興演奏で収録したという。本作品では、喜界島の八月踊り唄を2曲史上初めて収録。タイトルは祖母の出身地である喜界島南端にある上嘉鉄集落の旧称。
奄美大島の奄美看護福祉専門学校で音楽教員を務めながらCD製作などの音楽活動をした後、2008年からは東京に拠点を移し、ライブハウス、奄美料理店、百貨店物産展のイベント、郷友会行事などでシマ唄やオリジナル曲を披露している。
2013年7月12日には西麻布のライブハウスで行われたライブで、奄美出身の我那覇美奈、城南海とともに臨時ユニット「みなみなみなみ」を結成、その後も奄美関連のライブやラジオ番組で3人でシマ唄などを歌っている。
以前より自作曲をピアノ弾き語りで歌うこともあったが、2014年3月にはNPO法人オーガニックアイランド喜界島が制作したミニアルバムで、ポップスを歌い、活動領域を広げた。2015年3月には、シタール奏者の伊藤公朗、伊藤快の親子と「奈美HEY！BAND」を結成。インドの楽器をフィーチャーして奄美を歌った「島においでよ」を発表。
2016年4月から1年間東京都江東区のレインボータウンFMで『Synchronize to Amami』（日曜日15時30分から16時、USTREAM同時配信）を担当、その後2017年末まで『奄美へシンクロせよ！』の喜界島担当としてレギュラー出演した。
2017年にはクラウドファンディングで製作したアルバム『唄い紡ぐ』と『ウタイツムグ』を同時発表、師匠の安田宝英が1983年に作った「喜界やよい島」も音源化された。11月12日にはアルバム発売を記念して奄美市で「牧岡奈美・凱旋スペシャルLIVE in 奄美」を開催、ステージで一般社団法人あまみ大島観光物産連盟から奄美観光大使の委嘱を受けた。

## 略歴
- 1983年10月8日 - 鹿児島県大島郡喜界町生まれ[6]。
- 1991年 - 安田宝英三味線教室に通い始める。
- 1995年 - 第16回奄美民謡大賞で「かんつめ節」を歌い、優秀賞受賞。
- 1997年 - 鹿児島県民謡王座選手権優勝。CD『あさばな　奄美しまうた紀行』に参加。
- 1998年 - 鹿児島県民謡王座選手権優勝。CD『牧岡奈美　選曲集　胸に迫るなつかしい唄声』発売。
- 1999年 - 鹿児島県民謡王座選手権に3年連続優勝し、16歳で名人位獲得。
- 2000年 - 全九州民謡民舞の祭典青年の部優勝。
- 2001年4月8日 - CD『うふくんでーた』発売。
  - 5月18日 - 第23回奄美民謡大賞で「嘉徳なべかな節」を歌い、大賞受賞。
- 2002年 - 高校卒業後、奄美市の奄美看護福祉専門学校へ進学。介護福祉士の資格を取る。卒業後は同校の音楽の授業を担当[5]。
- 2005年6月12日 - CD『南柯 Nanka』発売。
- 2007年5月13日 - CD『シツルシマ』発売
- 2008年4月 - 活動拠点を東京に移し、ライブ活動を開始。
- 2009年8月19日 - 日本テレビ『歌スタ!!』で古謝美佐子の『童神』を歌唱し、「よろしく」札獲得。
- 2009年12月22日 - 日本テレビ『歌スタ!!』で自作の「謳歌〜手紙〜」を歌唱。
- 2013年7月12日 - 東京西麻布のライブハウス音楽実験室新世界で城南海、我那覇美奈と臨時ユニット「みなみなみなみ」結成。
- 2014年 - 3月『喜界島のワルツ』発表。結婚、8月長男出産。
- 2015年3月 - 奈美HEY！BANDの「島においでよ」を発表（配信のみ）。
- 2016年4月 - 東京都江東区のレインボータウンFMで『Synchronize to Amami』を担当。
- 2017年11月 - アルバム『唄い紡ぐ』と『ウタイツムグ』を同時発売。
  - 11月12日 - 奄美市のROAD HOUSE ASiViで「牧岡奈美・凱旋スペシャルLIVE in 奄美」を開催、奄美観光大使となる[5]。
- 2018年1月28日 - 東京で『唄い紡ぐ』と『ウタイツムグ』を発売記念ライブ開催。
- 2020年、奄美出身の実力派唄者4人からなる女性コーラスユニットあゆたーりのメンバーとして活動を開始。7月31日にデビュー曲「煌く」が配信リリースとなった。

## ディスコグラフィ

### ソロアルバム
- 1998年『牧岡奈美　選曲集　胸に迫るなつかしい唄声』（セントラル楽器 C-9）
  1. 朝花節
  2. 黒だんど節
  3. らんかん橋節
  4. いそ加那節
  5. 俊金節
  6. 曲りょ高頂節
  7. 諸鈍長浜節
  8. 長雲節
  9. 豊年節（唄・囃子・太鼓：武利奈子）
  10. 塩道長浜節（唄・囃子・太鼓：武利奈子）
  11. 一切朝花（三味線・太鼓：安田宝英）
  12. 俊良主節
  13. 行きゅんにゃ加那節
  14. むちゃ加那節
  15. 雨ぐるみ節
  16. かんつめ節
  17. ヨイスラ節
  18. 糸繰り節
  19. 嘉徳なべ加那節
  20. 仕事唄(イトゥ)
- 2001年4月8日 『うふくんでーた』(JABARA JAB-16)
  1. あさばな節
  2. 俊良主節
  3. 長雲節
  4. 曲りょ高頂
  5. 雨ぐるみ
  6. 塩道長浜節
  7. かんつめ節
  8. らんかん橋
  9. ヨイスラ節
  10. 諸鈍長浜節
  11. いそ加那節
  12. むちゃ加那節
  13. 一切あさばな節
  14. 豊年節
  15. イトゥ
  16. 行きゅんにゃ加那

  - 囃し：東郷さやか
- 2005年6月12日 『南柯 Nanka』(JABARA JAB-33)
  1. くろだんど
  2. いそ加那
  3. 諸鈍長浜
  4. 雨黒み（あまぐるみ）
  5. むちゃ加那
  6. 長雲
  7. かんつめ
  8. 一切あさばな
  9. ヨイスラ節
  10. くるだんど
  11. 塩道長浜
  12. しゅんかね
  13. 行きゅんにゃ加那
- 2007年5月13日 『シツルシマ』(JABARA JAB-39)
  1. 曲がりょ高頂
  2. あさばな
  3. 正月着物（しょうがつぎん）
  4. 行きょうれ
  5. らんかん橋
  6. 花染
  7. 厄介なほめやべー
  8. 嘉徳なべ加那
  9. やんぐらさー
  10. 稲摺り節
  11. 側家戸節
  12. 豊年節
  13. 船ぬ高艫（ふにぬたかども）
- 2017年11月3日 『唄い紡ぐ』(play music records PPMR-0002)
  1. あさばな節
  2. 雨ぐるみ
  3. むちゃ加那
  4. 塩道長浜
  5. 嘉徳なべ加那
  6. 行きゅんにゃ加那
  7. 喜界やよい島（作詞、作曲：安田宝英）

  - 囃し：界眞子
- 2017年11月3日 『ウタイツムグ』(play music records PPMR-0003)
  1. 南ぬ島 〜へェぬカディ〜（作詞：牧岡奈美、作曲：nao）
  2. 花道（作詞：結花乃、作曲：nao）
  3. すべての人へ（作詞、作曲：牧岡奈美）
  4. 謳歌 〜手紙〜（作詞：牧岡奈美、作曲：nao）
  5. 南ぬ島 〜へェぬカディ〜（Instrumental）
  6. 花道（Instrumental）

### シングル
- 2014年3月『喜界島のワルツ』(NPO法人オーガニックアイランド喜界島)
  1. オーガニックアイランド喜界島（作詞、作曲：NPO法人オーガニックアイランド喜界島、編曲：タナカアツシ）
  2. 君がいる喜界島（作詞、作曲：NPO法人オーガニックアイランド喜界島、編曲：タナカアツシ）
  3. オーガニックアイランド喜界島（カラオケ）
  4. 君がいる喜界島（カラオケ）

### 参加作品
- 1997年 『あさばな　奄美しまうた紀行』(JABARA JAB-05)
  - 「塩道長浜節」、「かんつめ節」を収録。
- 2006年 『マジムン』(JABARA JAB-34)
  - 「諸鈍長浜」（牧岡奈美＆バナナマフィン）、「くるだんど」を収録
- 2015年「島においでよ」（作詞：佐藤誠二、作曲：伊藤快） - 奈美HEY！BAND（歌、三味線：牧岡奈美、シタール：伊藤公朗、ギター、コーラス：伊藤快）
- 2020年7月31日「煌めく」（作詞：あゆたーり、作曲：島野聡）[7]
- 2020年10月16日「Scarborough Fair」（トラディショナル）[8]

### コンピレーション・アルバム
- 2002年7月24日 『アマミシマウタ』(Universal インターナショナル UICZ-6001)
  - アルバム『うふくんでーた』から「いそ加那節」を収録。
- 2008年9月3日 『KUSAMAKURA くさまくら』(オーマガトキ OMCX-1208)
  - アルバム『南柯 Nanka』から「ヨイスラ節」を収録。フランスSARAVAHが製作、フランスやカナダで発売された。オーガマトキ版にはフランス語と日本語の解説付き[9]。